# Apanteles metesae
Apanteles metesae är en stekelart som beskrevs av Nixon 1967. Apanteles metesae ingår i släktet Apanteles och familjen bracksteklar. Inga underarter finns listade i Catalogue of Life.